# Herz von Voh

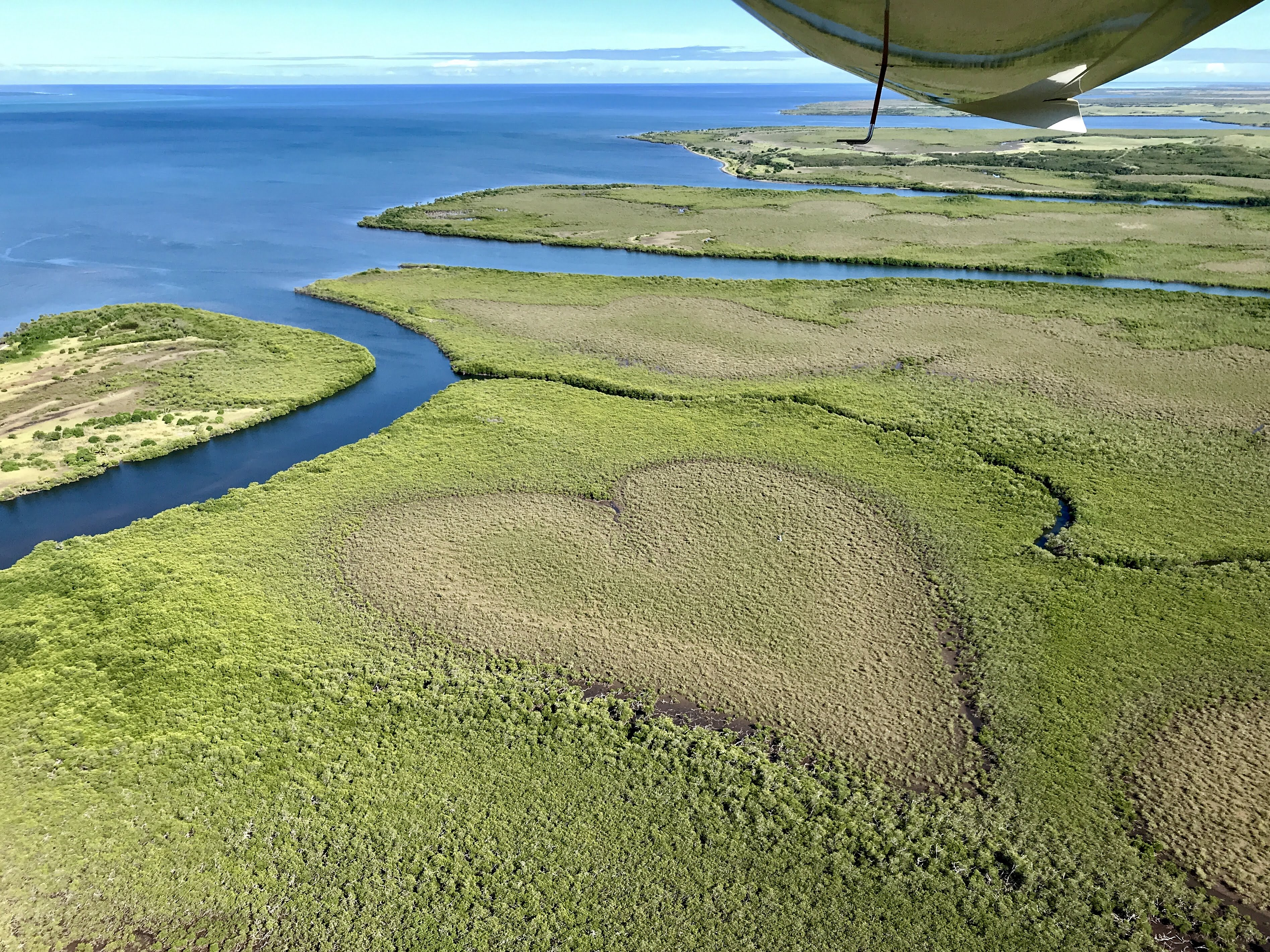
Luftaufnahme vom Herz von Voh (2019)

Das Herz von Voh (französisch: Cœur de Voh) ist eine vier Hektar große ursprüngliche Lichtung in einem Mangrovenwald der Gemeinde Voh im französischen Überseegebiet Neukaledonien.

## Entstehung
Solche als „Tann“ bezeichneten Lichtungen innerhalb oder am Rand von Mangrovenwäldern entstehen, wenn die Mangrovenbäume stellenweise durch eine erhöhte Versalzung oder Versauerung des Bodens absterben. Sie entstehen typischerweise in tropischen Regionen, in denen eine Trockenzeit herrscht und bestimmte Stellen bei Ebbe nicht vom Meer überschwemmt werden. Es ist unbekannt, wann genau sich das „Herz von Voh“ gebildet hat, die erste Luftaufnahme stammt von 1943. Es ist möglich, dass es schon vor mehreren Jahrhunderten entstand.
Die perfekte Herzform ist auf natürliche Weise entstanden. Ihr Erscheinungsbild hat sich im Lauf der Zeit jedoch verändert und hängt u. a. vom Rhythmus der Meeresströmungen El Niño ab. Seit 1990 hat sich am Rand der Lichtung ein Streifen von Avicennia marina etabliert, eine helle Mangrovenart, die resistenter gegen Salzböden ist als die umgebende Rhizophora. Auf einem Foto von 1998, das für die Ausgabe einer Briefmarke aufgenommen wurde, ist das Herz durch die unterschiedliche Farbe der Mangrovenbäume deutlich zu erkennen.

## Bekanntheit
Weltweit bekannt wurde das Herz von Voh durch den Fotografen Yann Arthus-Bertrand, der das Naturphänomen 1999 auf dem Buchcover seines Werks Die Erde von oben veröffentlichte, das in 27 Sprachen übersetzt und über 4 Millionen Mal verkauft wurde. Neben verschiedenen Zeitschriften, Postkarten und T-Shirts wurde es auch als großes Wandgemälde in Chicago verbreitet. Inspiriert vom Herz von Voh gab ein deutsches Solarunternehmen 2014 bekannt, in Neukaledonien die weltweit erste herzförmige Photovoltaikanlage als Zwilling des Naturvorbilds zu errichten.

## Marketing
Der Umriss des Herzens von Voh erscheint seit 2003 als Logo für die internationale Vermarktung von Produkten aus Neukaledonien. In seiner Mitte ist der Kopf des Nationalvogels Kagu dargestellt.
Koordinaten: 20° 56′ 15,9″ S, 164° 39′ 27,7″ O